# James Beeching

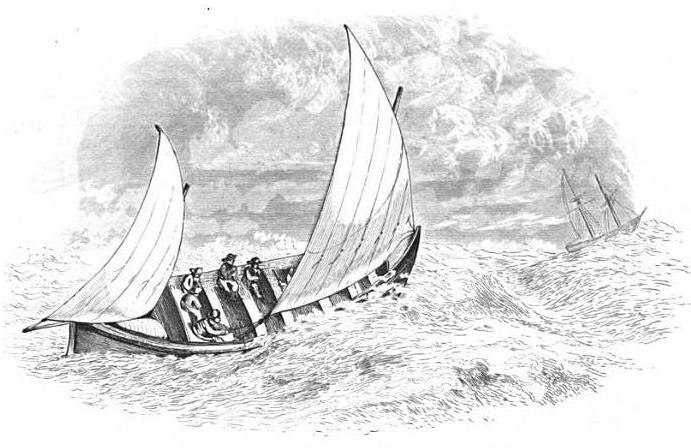
James Beechings självrätande räddningsbåt från 1851

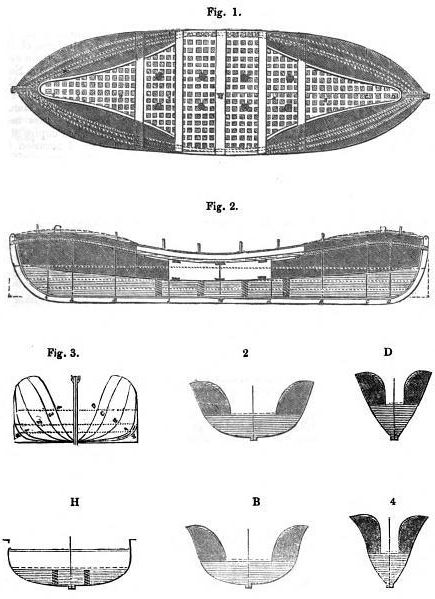
James Peakes slutliga utformning av Northumberland-typräddningsbåten, 1851

James Beeching, född 1788 i Bexhill i Sussex i Storbritannien, död 7 juni 1858, var en brittisk båtbyggare. 
James Beeching växte upp i en familj som sysslade med smuggling och blev båtbyggarlärling i grannorten Hastings. År 1809 gifte han sig med Martha Thwaites (1789–1831), som var dotter till redaren Thomas Thwaites. Paret fick nio barn. Beeching drev med en kompanjon ett båtbyggeri i Hastings under många år, fram tills det gick omkull 1816, varefter det köptes upp av Thomas Thwaites. James Beeching flyttade till Vlissingen i Nederländerna, där han fortsatte att bygga båtar, inklusive många som användes i smugglingstrafiken med England. Efter att flyttat från Vlissingen, slog han sig ned i Great Yarmouth i Norfolk, där han lanserade en konstruktion för en fiskebåt som under en period var karaktäristisk för hamnen där.
Sjömannen och affärsmannen George Palmer, som var vice ordförande för Royal National Lifeboat Institution i mer än 25 år, hade skapat en ny konstruktion för en räddningsbåt, vilken hade antagits av räddningssällskapet 1828. År 1848 ansåg dock flottan att denna modell inte dög. År 1851 gjordes försök under ledning av prinsgemålen Albert att återuppliva sjöräddningssällskapet. En tävling arrangerades av flottan om en ny, förbättrad räddningsbåt, som skulle tillgodose kraven att vara självrätande, vara lättare än de tidigare och lättare att sjösätta och transportera, ha snabbare självlänsning samt vara billigare. Av 280 insända skalmodeller fick Beechings självrätande konstruktion det uppsatta priset. Med några modifikationer av hamnmästaren James Peake blev denna standardtyp för en ny flotta av räddningsbåtar som anskaffades av Royal National Lifeboat Institution.
Beeching hade byggt en räddningsbåt efter samma mönster före tävlingen, vilken köptes av Ramsgates hamn i december 1851. Denna båt, The Northumberland, var 36 fot lång och hade sex par åror. Hon blev den första självrätande räddningsbåten i tjänst.
Beechings 1795 grundade företag "Beeching Brothers" fortsatte att bygga båtar i Great Yarmouth in på 1900-talet.
Hans självrätande räddningsbåtar bidrog till att väsentligt förbättra Storbritanniens sjöräddningsverksamhet under andra hälften av 1800-talet.